# Mario Party 9
Mario Party 9 är ett party tv-spel släppt till Nintendo Wii 2012. Det är det andra och sista Mario Party-spelet släppt till Nintendo Wii och det tolfte spelet i serien totalt.